# Moḩammad Shālū
Moḩammad Shālū (persiska: مُحَمَّد شاهلو, مُحَمَّدلو, مُحَمَّد صالِح, محمّد شالو, Moḩammad Shāhlū) är en ort i Iran.   Den ligger i provinsen Zanjan, i den nordvästra delen av landet, 300 km väster om huvudstaden Teheran. Moḩammad Shālū ligger 1 575 meter över havet och antalet invånare är 101.
Terrängen runt Moḩammad Shālū är platt åt nordväst, men åt sydost är den kuperad. Terrängen runt Moḩammad Shālū sluttar norrut.Runt Moḩammad Shālū är det ganska glesbefolkat, med 23 invånare per kvadratkilometer. Närmaste större samhälle är Chowljeh, 9,3 km söder om Moḩammad Shālū. Trakten runt Moḩammad Shālū består i huvudsak av gräsmarker.